# Магон Барка
Вижте пояснителната страница за други личности с името Магон.
Магон Барка (на латински: Mago; Mago Barcid; Mago Barca; Magon Barca; † 203 пр.н.е.) e картагенски генерал по време на втората пуническа война. Син е на картагенския пълководец Хамилкар Барка и е най-малкият брат на Ханибал и Хасдрубал Барка.
Участва през 216 пр.н.е. в похода на брат му Ханибал в Италия.
След битката при Кана в Апулия той занася съобщението за победата в Картаген и отива след това в Испания, където с брат си Хасдрубал Барка се бие против римляните. През 211 пр.н.е. той побеждава с него римските военачалници братята Публий Корнелий Сципион и Гней Корнелий Сципион Калв
в битката при Упер Байтис (река Upper Baetis, Гуадалкивир).
Става главнокомандващ на картагенската войска в Испания. През 206 пр.н.е. той, заедно с генерала му Хасдрубал Гискон и съюзника му източнонумидийския цар Масиниса, e победен в битката при Илипа от младия Сципион Африкански. Цар Масиниса се оттегля след това с остатъка от войската си в Африка. Тази победа прекратява картагенското владение на Испания.
През Кадис и презимуване на остров Менорка Магон отива през 205 пр.н.е. в Лигурия, за да продължи боевете против римляните. Според легендата Маон, столицата на Менорка, носи неговото име.
През 203 пр.н.е. Магон Барка е победен в битка в Етрурия на територията на инсубрите от проконсула в Горна Италия Марк Корнелий Цетег и претора Публий Квинтилий Вар. След едно примирие през 203 пр.н.е. Магон получава заповед да се върне в Картаген. Умира по пътя за Африка от раната, която имал.